# Atsugi
Atsugi (厚木市 -shi) é uma cidade japonesa localizada na província de Kanagawa.
Em 2003 a cidade tinha uma população estimada em 221 226 habitantes e uma densidade populacional de 2 357,73 h/km². Tem uma área total de 93,83 km².
Recebeu o estatuto de cidade a 1 de Fevereiro de 1955.

## Universidades
- Universidade Shoin
- Nissan Technical Center
- Universidade de Tóquio de Agricultura Jardim Botânico
- Kanagawa Institute of Technology

## Cidades-irmãs
- Yokote, Japão
- Abashiri, Japão
- New Britain, Estados Unidos
- Yangzhou, China
- Gunpo, Coreia do Sul